# Veste Coburg
Veste Coburg (trdnjava Coburg) je ena najbolje ohranjenih srednjeveških trdnjav v Nemčiji. Stoji na hribu nad mestom Coburg v regiji Zgornja Frankovska na Bavarskem.

## Geografija
Veste Coburg dominira mestu Coburg na meji Bavarske s Turingijo. Stoji na nadmorski višini 464 metrov oziroma 167 metrov nad mestom. Njegova velikost (približno 135 krat 260 metrov) predstavlja eno izmed srednje velikih trdnjav v Nemčiji.

## Zgodovina

### Zgodnja zgodovina in srednji vek
Hrib, na katerem stoji Veste Coburg, je bil po študijah rezultatov izkopavanj naseljen od neolitika do zgodnjega srednjega veka. Prva dokumentarna omemba Coburga se pojavi leta 1056 v darilu Richeze Lotarinške. Richeza je svoje posesti dala kölnskemu nadškofu Anu II., da je leta 1071 dovolil ustanovitev samostana Saalfeld. Leta 1075 je na utrjenem Cobergu omenjena kapela, posvečena svetemu Petru in svetemu Pavlu. Ta dokument se prav tako sklicuje na vogta z imenom Gerhart, kar namiguje, da so lokalne posesti saalfeldskih benediktincev upravljali s hriba.:3
Dokument, ki ga je leta 1206 podpisal papež Honorij II., omenja mons coburg, hribovsko naselje. V 13. stoletju je hrib gledal na mesto Trufalistat (predhodnik Coburga) in pomembno trgovsko pot iz Nürnberga preko Erfurta v Leipzig. Dokument iz leta 1225 prvič uporablja izraz sloss (palača). Takrat so mesto nadzorovali vojvode Merania (ali Meran). Leta 1248 so jim sledili grofje Hennebergi, ki so vladali Coburgu do leta 1353, razen v obdobju od 1292 do 1312, ko je bila na čelu rodbina Ascania (Askanien).
Leta 1353 je Coburg pripadel Frideriku, mejnemu grofu Meißena iz rodbine Wettin. Njegov naslednik Friderik Streitbare je leta 1423 dobil status volilnega kneza Saške. Tako se je Coburg – kljub temu, da je bil v Frankovski – zdaj imenoval »Saška«, tako kot druge posesti hiše Wettin. Zaradi husitskih vojn so bile leta 1430 utrdbe Veste razširjene.

### Zgodnji moderni čas skozi tridesetletno vojno
Leta 1485 je pri delitvi Leipziga Veste Coburg pripadel Ernestinski veji družine. Leto pozneje sta volilna kneza Friderik Weise in Johann Beständige prevzela oblast nad Coburgom. Johann je uporabljal trdnjavo kot rezidenco od leta 1499. V letih 1506/07 je v trdnjavi živel in delal Lucas Cranach starejši. Od aprila do oktobra 1530, med Augsburškim parlamentom, je Martin Luther iskal zaščito v trdnjavi, saj je bil takrat pod cesarsko prepovedjo. Medtem ko je ostal v trdnjavi, je Luther nadaljeval s prevajanjem Svetega pisma v nemščino. Leta 1547 je Johann Ernst preselil rezidenco vojvodske družine na bolj priročno in modno lokacijo, v dvorec Ehrenburg v središču mesta Coburg. Veste je sedaj služila le še kot utrdba.:4–5,21,54

V nadaljnji delitvi Ernestinske rodbine je Coburg postal sedež Herzogtum von Sachsen-Coburg, vojvodine Saška-Coburg. Prvi vojvoda je bil Johann Kazimir (1564-1633), ki je posodobil utrdbe. Leta 1632 so trdnjavo med tridesetletno vojno sedem dni neuspešno oblegale cesarske in bavarske sile, ki jim je poveljeval Albrecht von Wallenstein. Njegovi obrambi je poveljeval Georg Christoph von Taupadel. 17. marca 1635, po ponovnem petmesečnem obleganju, je bila Veste predana cesarju pod Guillaumeom de Lamboyem.  Feldmaršal je branilcem predstavil ponarejeno pismo na videz napisano od vojvode in ukazal predajo.

### 17. do 19. stoletje
Od leta 1638 do 1672 sta bila Coburg in trdnjava del vojvodine Saško-Altenburg. Leta 1672 sta prešla na vojvode Saška-Gotha, leta 1735 pa so jo pridružili vojvodini Saška-Saalfeld. Po uvedbi Primogeniture s strani vojvode Franza Josiasa (1697-1764) je Coburg od Ernsta Friderika (1724-1800) šel do Franza (1750-1806), znanega zbiratelja umetnin, in do vojvode Ernsta III. (1784-1844). ki je grad prezidal.
Leta 1826 je bila ustanovljena vojvodina Saška-Coburg-Gotha in Ernst se je zdaj imenoval "Ernst I.". Vojaška uporaba trdnjave je prenehala do leta 1700, zunanje utrdbe pa so bile porušene v letih 1803-38. Od leta 1838 do 1860 je Ernst dal razpadlo trdnjavo spremeniti v neogotsko rezidenco. Leta 1860 je bila uporaba Zeughausa kot zapora (od leta 1782) prekinjena. Z uspešno politiko političnih porok je hiša Saška-Coburg-Gotha vzpostavila povezave z več večjimi evropskimi rodbinami, vključno z rodbinami Združenega kraljestva.:6,54

### 20. stoletje
Rodbina se je končala z vladavino kneza Carla Eduarda (1884-1954), znanega tudi kot Karel Edvard, vojvoda Saški-Coburg-Gotha, vnuk kraljice Viktorije, ki je bil do leta 1919 tudi 2. vojvoda Albanyja v Združenem kraljestvu. Pod njegovo vladavino je arhitekt Bodo Ebhardt v 19. stoletju izvedel številne spremembe na Veste Coburg, da bi obnovil bolj pristen srednjeveški videz. Skupaj z drugimi vladajočimi knezi Nemčije je bil Karl Edvard odstavljen v revoluciji 1918-1919. Potem ko je Karl Edvard konec leta 1918 abdiciral, je trdnjava prišla v last Bavarske, vendar je smel nekdanji vojvoda tam živeti do svoje smrti. Umetniška dela, ki jih je zbrala družina, so bila podarjena fundaciji Coburger Landesstiftung, ki danes vodi muzej.
Leta 1945 je bila trdnjava v zadnjih dneh druge svetovne vojne močno poškodovana zaradi topniškega ognja. Po letu 1946 je obnovitvena dela prevzel novi lastnik, Bavarska uprava državnih palač, vrtov in jezer.

## Danes
Veste Coburg je odprta za javnost in danes hrani muzeje, vključno z zbirko umetniških predmetov in slik, ki so pripadale vojvodski družini Saška-Coburg-Gotha, veliko zbirko orožja in oklepov, pomembnimi primeri zgodnjih modernih kočij in sani in pomembne zbirke grafik, risb in kovancev.

## Umetniške zbirke
Umetniški zakladi coburških vojvod, ki sodijo med najpomembnejše umetnostne in kulturnozgodovinske zbirke v Nemčiji, so bili preneseni na Državno fundacijo Coburg.

### Slike in kipi
Zbirka starih nemških slik in kipov vključuje dela Lucasa Cranacha starejšega, ki je v začetku 16. stoletja pogosto bival v Veste Coburgu, Albrechta Dürerja, Matthiasa Grünewalda in Tilmana Riemenschneiderja. 

### Bakrorezi
Vojvoda Franc je uredil tiskarno. Obsega zbirko okoli 330.000 listov akvarelov, ročnih risb in grafik od poznega 15. stoletja do danes, vključno z deli Martina Schongauerja, Albrechta Dürerja, Cranacha in Albrechta Altdorferja. Posebne zbirke vsebujejo letake iz obdobja reformacije in protireformacije ter predmete iz časa Martina Luthra in Luthrovega življenja.

### Steklo
Zbirka stekla obsega okoli 2700 dragocenih kozarcev. Poudarek je na beneškem steklu v eni najobsežnejših zbirk zunaj Benetk, poslikanem in brušenem steklu iz obdobij baroka in rokokoja ter kozarcih iz 19. stoletja, secesije in art decoja. Beneška očala izvirajo iz zbirke vojvode Alfreda.

### Kovanci
Omara za kovance vsebuje približno 20.000 predmetov. Posebej velja omeniti saške novce iz zlata, srebra in barvnih kovin od 14. do 19. stoletja.

### Oklepi in orožje
Obsega dele knežje orožarnice, zbirko lovskega orožja coburških vojvod, inventar mestne meščanske orožarnice in turški plen kneza Friderika Josiasa. Najstarejši deli so gotski leseni ščiti. Rohmannovo zbirko sestavlja predvsem orožje iz Gradca. Iz tridesetletne vojne izvirajo težke arkebuze, poljski oklepniki in topništvo; na dvorsko življenje spominjajo bogato okrašeni turnirski oklepi, palice in oklep dvornega škrata. Obstaja tudi 49-cevni top, imenovan Emma.

### Kočije in sani
Stavba vojvodinje hrani impresivno zbirko kočij in turnirskih sani, vključno z dvema bogato okrašenima, pozlačenima renesančnima poročnima kočijama. Pozlačena kočija za drugo poroko vojvode Johanna Kazimirja z Margareto je bila dota nevestine matere Doroteje von Braunschweig-Lüneburg (Doroteje Danske). To je najstarejša kočija te vrste.

## Martin Luther
15. aprila 1530 je Martin Luther prišel v Coburg. Skupaj s teologoma Filipom Melanchthonom in Justom Jonasom je bil na poti v Augsburg kot spremljevalec volilnega kneza Johanna Beständigen. Ker je bil reformator pod izobčenjem in cesarsko prepovedjo, je moral ostati na varnem v Coburgu in ni mogel sodelovati v Reichstagu v Augsburgu. Na Veste je živel in delal od 24. aprila 1530 do 4. oktobra 1530 skupaj s svojim tajnikom Veitom Dietrichom in nečakom Cyriacusom Kaufmannom, sinom njegove sestre. Na razpolago je imel delovno sobo in spalnico. Luther si je tesno dopisoval s prijatelji v Augsburgu. V tem času je Luther napisal 16 spisov (»pridig«), prevedel knjige Stare zaveze, Ezopove basni in napisal okrog 120 pisem. Luthrove sobe so bile posvečene spominu na bivanje v Veste Coburgu. Vendar jih Luther sam ni uporabljal tako, kot so jih v 19. stoletju postavili v trakt za goste knežjega bivalnega prostora. Ob 500. obletnici objave tez v Lutherstadt Wittenbergu je bila od maja do novembra 2017 v Veste Coburg na ogled Bavarska državna razstava Vitezi, kmetje, luterani, ki jo je kurirala Hiša bavarske zgodovine.

### Luthrova kapela
Cerkev na trdnjavskem griču se prvič omenja leta 1075. Leta 1851 je Friedrich Strieb namesto grajske cerkve postavil novo stavbo po načrtu Carla Alexandra Heideloffa. Bodo Ebhardt je načrtoval obnovo od leta 1910 do 1923. Gre za dvoosno visoko kapelo z rebrastim obokom. Na zahodu sta visoko in kratko okno s krogovičjem. V kratkem oknu vitraj prikazuje portrete saških vladarjev, volilnega kneza Friderika Modrega in njegovega brata Janeza Trdnega, pa tudi zadnjega coburškega vojvodo Karla Edvarda in njegove družine. V visokem oknu sta upodobljena sv. Peter in Pavel ter grba.
Orgle prihajajo iz pripravljalne šole Münchberg. Leta 1922 je Steinmeyer iz Oettingena izvedel predelavo in povečavo. Glasbilo ima trinajst registrov na dveh manualih in pedalu. Bodo Ebhardt je oblikoval trodelno ohišje za orgle. Petosminska galerija je pritrjena na volutno konzolo pod prospektom, ki nosi atlas.

### Luthrov spomenik
Na prostem, za Luthrovo kapelo, je skulptura Svetloba in moč (prinašalec luči na konju), ki jo je leta 1913 zasnoval Hans Klett kot Luthrov spomenik. Na kamnitem stolpu na zunanjem dvorišču Veste je relief, ki ga je leta 1930 ustvaril coburški umetnik Edmund Meusel.

## Razno
Po ocenah gozdarskega urada je bil okoli leta 1860 na Veste Coburgu posajen zdaj že impresiven primerek sekvoje, ki ga je mogoče videti od daleč z jugozahoda. To drevo je zdaj doseglo višino 32,8 metra in obseg debla 6,25 metra pri višini enega metra (od 20. marca 2020).
- Eselsturm in Hohe Bastei
- Luthrova kapela in knežja stavba, pogled z bastijona
- Luthrov spomenik skulptura Svetloba in moč

## Druga literatura
- Daniel Burger: Festungen in Bayern. Schnell + Steiner, Regensburg 2008, ISBN 978-3-7954-1844-1 (Reihe Deutsche Festungen 1).
- Rainer W. Hambrecht: Eine spätmittelalterliche Baustelle. Die Veste Coburg nach dem Brand von 1500 und der Anteil des Nürnberger Baumeisters Hans Beheim d. Ä. am Wiederaufbau. In: Werner Taegert (ed.): Hortulus floridus Bambergensis. Studien zur fränkischen Kunst- und Kulturgeschichte. Renate Baumgärtel-Fleischmann zum 4. Mai 2002. Imhof, Petersberg 2004, ISBN 3-935590-71-7, p. 219–232.
- Peter Morsbach, Otto Titz: Stadt Coburg. Ensembles Baudenkmäler archäologische Denkmäler. Lipp, München 2006, ISBN 3-87490-590-X (Denkmäler in Bayern 4/48).
- Klaus Weschenfelder: Veste Coburg. Geschichte und Gestalt. Edition Braus, Heidelberg 2005, ISBN 3-89904-196-8.